# Ebenezer (Antigua y Barbuda)
Ebenezer es una localidad de Antigua y Barbuda, en la parroquia de Saint Mary.
Se ubica a una altitud de 26 m sobre el nivel del mar, 10 km al sur de la capital de la federación, Saint John.
Según estimación 2010 contaba con una población de 504 habitantes.